# هولتهاوزن
هولتهاوزن (به فرانسوی: Hultehouse) یک کمون در فرانسه است که در Canton of Phalsbourg واقع شده‌است.

## خصوصیات
هولتهاوزن ۴٫۵۸ کیلومترمربع مساحت و ۳۳۵ نفر جمعیت دارد و ۴۰۰ متر بالاتر از سطح دریا واقع شده‌است.